# ¡Amigos x siempre! (trilha sonora)
Amigos X Siempre é a trilha sonora da novela mexicana de mesmo nome, lançada em 2000. O álbum consiste em músicas que foram tocadas ao decorrer da telenovela, interpretadas pelo próprio elenco. No México, o álbum foi certificado disco de platina.

## Faixas
| N.º            | Título                              | Compositor(es)                              | Intérprete(s)           | Duração |  |
| 1.             | "Amigos X Siempre"                  | Alejandro Abaroa Jesús Flores               | Martín Ricca Belinda    | 3:16    |  |
| 2.             | "La Fuerza de la Amistad"           | Abaroa Flores                               | Elenco                  | 2:50    |  |
| 3.             | "Mi Ángel de Amor"                  | Eduardo Meza Rodríguez                      | Belinda                 | 3:22    |  |
| 4.             | "Pasó, Pasó"                        | Abaroa Christina Abaroa Claudia Brant       | Ricca Belinda           | 3:08    |  |
| 5.             | "Te Extraño"                        | Abaroa Abaroa Pablo Aguirre Brant           | Ricca                   | 3:14    |  |
| 6.             | "El Ritmo de la Vida"               | Abaroa Abaroa Aguirre                       | Ernesto Laguardia       | 4:02    |  |
| 7.             | "Cuestión de Tiempo"                | Abaroa Abaroa Aguirre                       | Adriana Fonseca Belinda | 3:11    |  |
| 8.             | "Dame Una Salida"                   | Abaroa Abaroa Aguirre                       | Fonseca                 | 3:07    |  |
| 9.             | "Alcanzar la Libertad"              | Abaroa Flores                               | Elenco                  | 3:00    |  |
| 10.            | "Todo Puede Suceder"                | Abaroa Alejandro Carballo Luis Ángel Pastor | Ricca Belinda Elenco    | 3:45    |  |
| 11.            | "Pacto de Amor"                     | Abaroa Abaroa Flores                        | Ricca Belinda           | 3:28    |  |
| 12.            | "Himno del Heróico Instituto Vidal" | Abaroa                                      | Elenco                  | 2:41    |  |
| Duração total: | Duração total:                      | Duração total:                              | Duração total:          | 39:04   |  |

## Charts
| Chart (2003)               | Posição |
| -------------------------- | ------- |
| Billboard Latin Pop Albums | 15      |
| Billboard Top Latin Albums | 47      |

## Vendas e certificações
| Região                                  | Certificação | Vendas/distribuição |
| --------------------------------------- | ------------ | ------------------- |
| México (AMPROFON)                       | Platina      | 150.000*            |
| *vendas baseadas apenas na certificação |              |                     |

## Histórico de lançamentos
| País   | Data                    | Formato(s) | Gravadora               | Ref. |
| ------ | ----------------------- | ---------- | ----------------------- | ---- |
| México | 17 de Fevereiro de 2000 | Cassete CD | Sony BMG                |      |
| EUA    | 2000                    | CD         | Sony BMG Ariola Records |      |